# Wolfraam-186
Wolfraam-186 of 186W is een zeer stabiele isotoop van wolfraam, een overgangsmetaal. Het is een van de vier stabiele isotopen van het element, naast wolfraam-182, wolfraam-183 en wolfraam-184. De abundantie op Aarde bedraagt 28,43%. Daarnaast komt ook de langlevende radio-isotoop wolfraam-180 op Aarde voor. 
Wolfraam-186 kan ontstaan door radioactief verval van tantaal-186 of renium-186.
{\displaystyle {\ce {{^{186}_{73}Ta}->{^{186}_{74}W}+{e^{-}}+{\bar {\nu }}_{e}}}}
{\displaystyle {\ce {{^{186}_{75}Re}->{^{186}_{74}W}+{e^{+}}+{\nu }_{e}}}}
Men vermoedt dat de isotoop via alfaverval vervalt naar de radio-isotoop hafnium-182 en via dubbel bètaverval naar de langlevende radio-isotoop osmium-186. 
{\displaystyle {\ce {{^{186}_{74}W}->{^{182}_{72}Hf}+\,_{2}^{4}\alpha }}}
 
{\displaystyle {\ce {{^{186}_{74}W}->{^{186}_{75}Re}+{e^{-}}+{\bar {\nu }}_{e}}}}
{\displaystyle {\ce {{^{186}_{75}Re}->{^{186}_{76}Os}+{e^{-}}+{\bar {\nu }}_{e}}}}
Wolfraam-186 heeft echter een halfwaardetijd die vele malen groter is dan de leeftijd van het universum en dus kan de isotoop de facto als stabiel beschouwd worden.
157W · 158W · 158mW · 159W · 160W · 161W · 162W · 163W · 164W · 165W · 166W · 167W · 168W · 169W · 170W · 171W · 172W · 173W · 174W · 175W · 176W · 177W · 178W · 179W · 179m1W · 179m2W · 179m3W · 180W · 180m1W · 180m2W · 181W · 182W · 183W · 183mW · 184W · 185W · 185mW · 186W · 186m1W · 186m2W · 187W · 188W · 189W · 190W · 190mW · 191W · 192W · 193W · 194W · 195W · 196W · 197W